# Obřany (hrad, okres Brno-venkov)
Zřícenina hradu Obřany se nachází severovýchodně od brněnské městské části Maloměřice a Obřany v katastrálním území obce Kanice. Leží nad svitavským údolím vedle Těsnohlídkova údolí. Jeho zbytky jsou chráněny jako kulturní památka České republiky.
Podle zaniklého rodového sídla u Brna pojmenoval Boček z Kunštátu a Poděbrad nově založený hrad (před 1365) Obřany v Hostýnských vrších poblíž Bystřice pod Hostýnem.

## Historie
Nejstarší dochovaná písemnost o Obřanech pochází z první poloviny 13. století. V polovině téhož století je udáván jako majitel Obřan Boček z Jaroslavic a ze Zbraslavi. Zakladatel hradu Gerhard ze Zbraslavi a Obřan držel hrad v letech 1278–1291. Ten se také do povědomí okolí vepsal jako loupeživý rytíř. Roku 1283 vše urovnal král Václav II. Gerhardův syn Smil z Obřan poté, co stál proti Janu Lucemburskému, musel odejít do Rakouska, kde asi roku 1313 zemřel bez mužského potomka. Od 1313 vlastnil hrad Jindřich z Lipé, který nechal posádkou hradu přepadávat v okolí projíždějící brněnské obchodníky a tak v roce 1315 nebo 1316 byl hrad dobyt a vypálen brněnskými měšťany.

## Přístup
Na hrad vedou dvě cesty. Obě jsou označeny modrou turistickou barvou. První vede z Bílovic nad Svitavou, kolem řeky Svitavy a poté lesní cestou do kopce na hrad. Druhá vede od rozcestníku Šumbera, kde navazuje na žlutou značku a také míjí památník S. K. Neumanna.

## Galerie

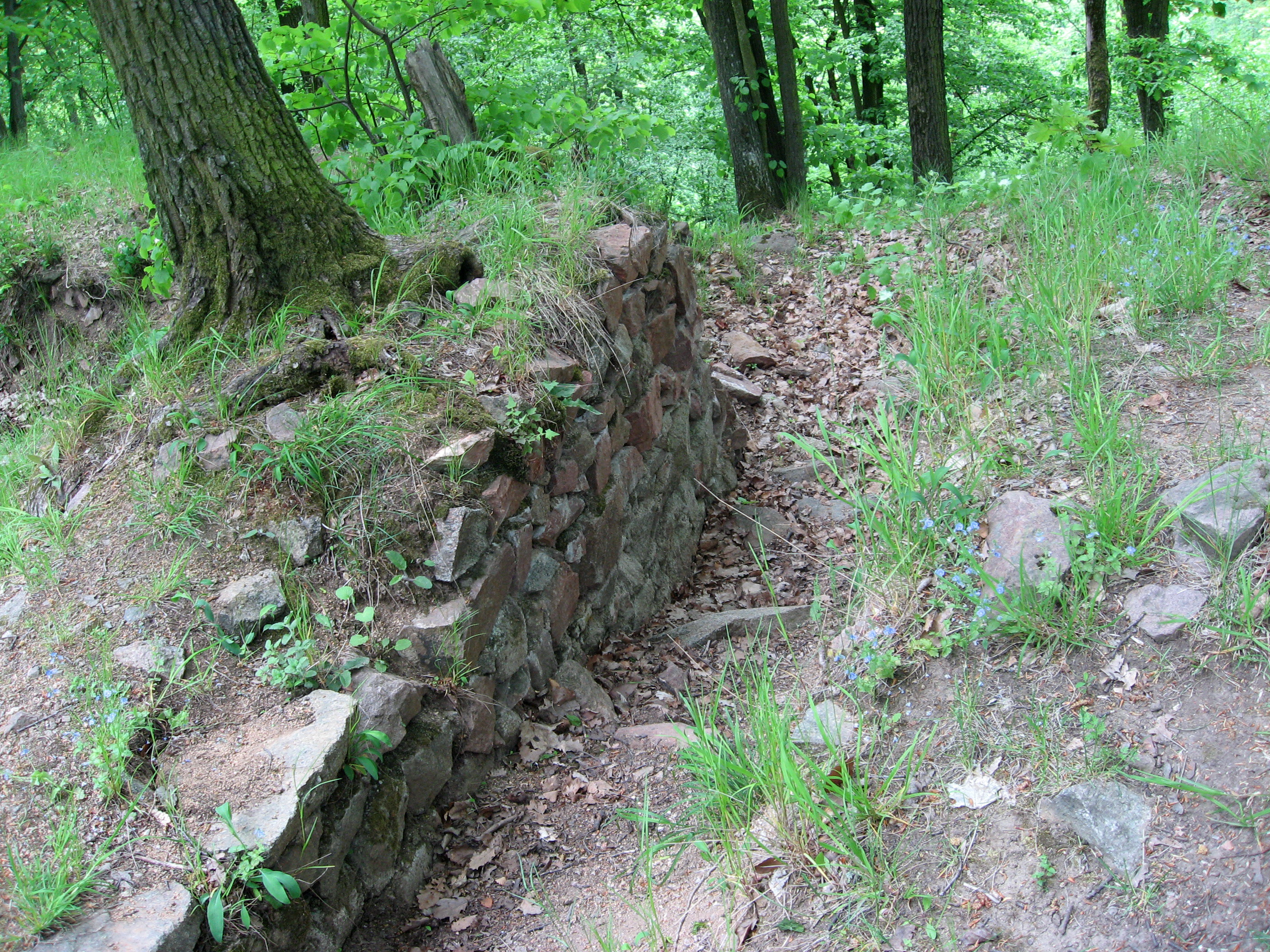
Zbytky zdiva
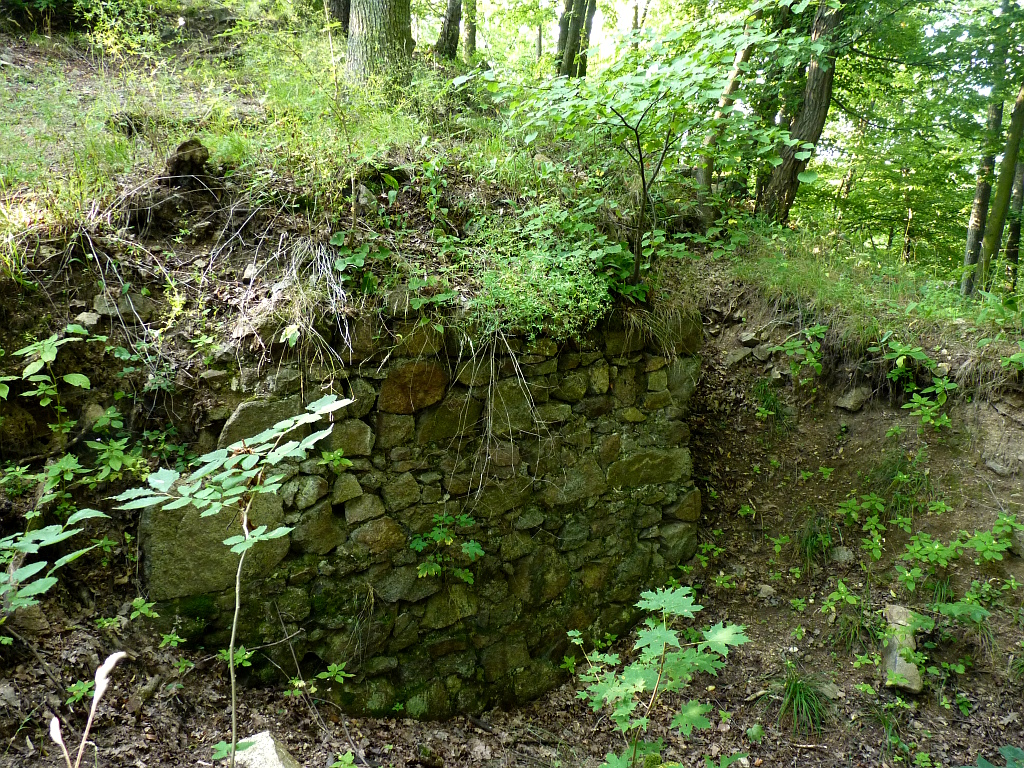
Zbytky zdiva
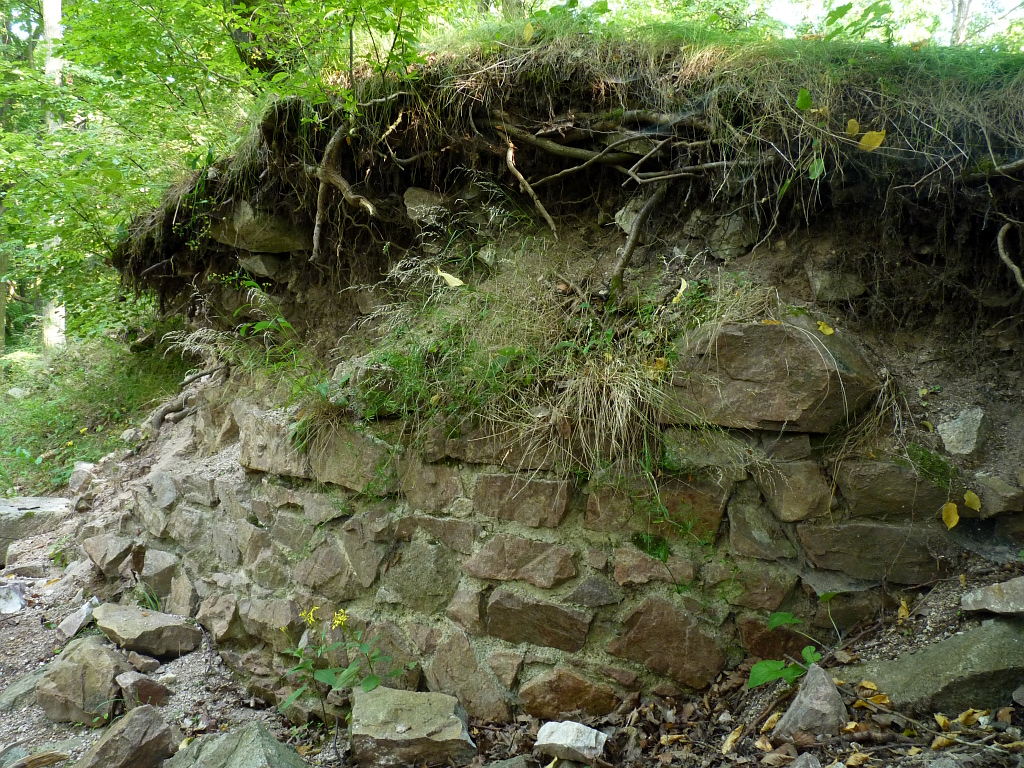
Zbytky zdiva
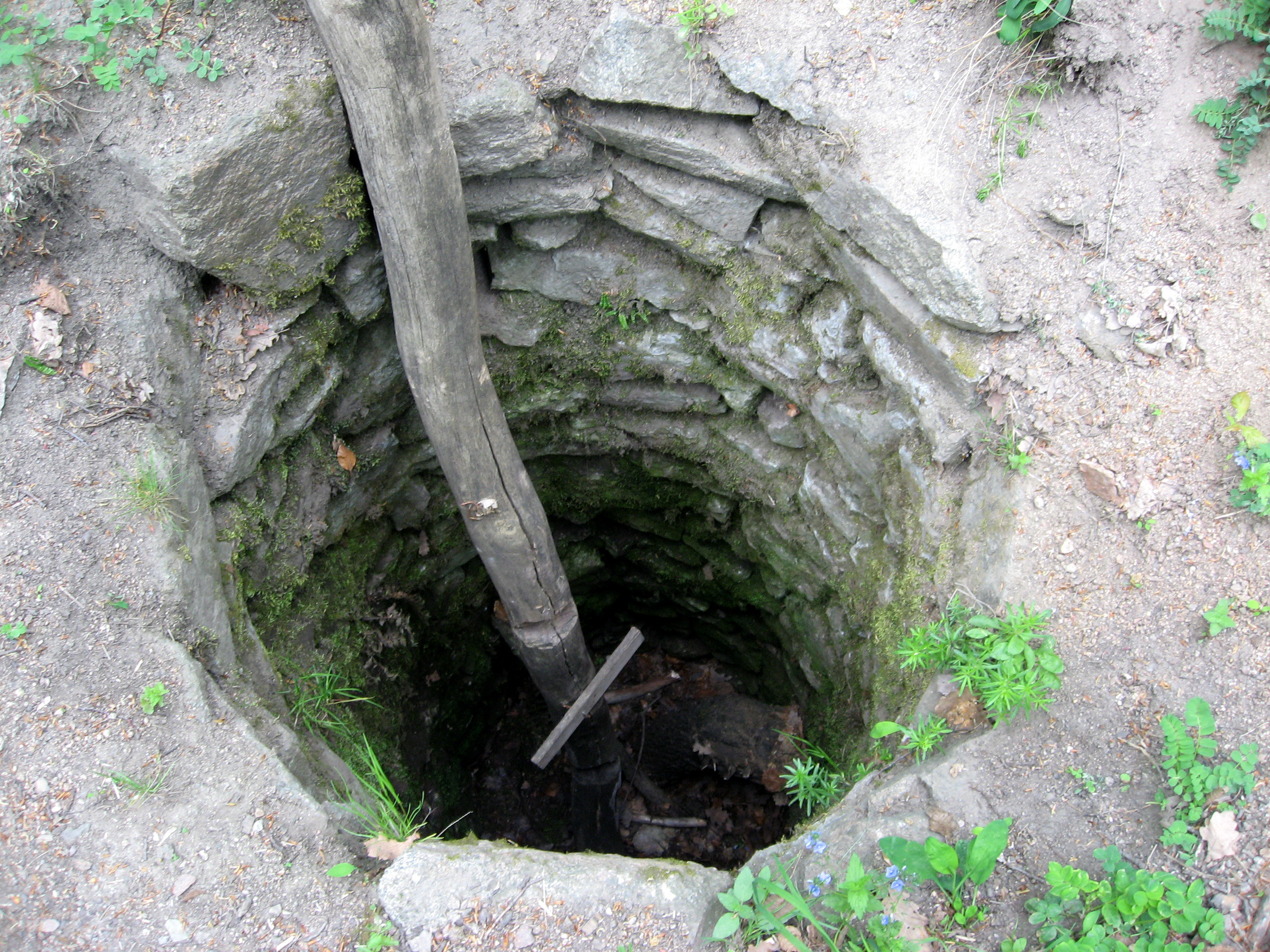
Studna v západní části hradu